# Graham Greene (acteur)
Graham Greene (Six Nations Reservaat, 22 juni 1952) is een Canadees acteur. Hij komt uit de Oneida-indianenstam, en werd geboren in het Six Nations Reservaat in Ontario.
Greene raakte in eerste instantie betrokken bij de entertainmentindustrie toen hij een geluidsman werd voor rockbands. Hij studeerde aan The Centre for Indigenous Theatre's Native Theatre School en studeerde af in 1974, en verscheen daarna in het theater in Toronto en Engeland.
Zijn filmdebuut was in de film Running Brave in 1983, en daarna verscheen hij in films als Revolution (1985) en Powwow Highway. Het was echter zijn optreden als Kicking Bird in Dances with Wolves (1990) waardoor hij een ster werd. Hij kreeg een Oscarnominatie voor zijn rol. 
Hij speelde daarna in films als Thunderheart, Benefit of the Doubt, en Maverick, en onder andere in de televisieseries Northern Exposure en L.A. Law.
In 1997, leed hij aan een zware aanval van depressiviteit, en lag een tijdlang in het ziekenhuis. Nadat hij hiervan was bijgekomen speelde hij in films als The Green Mile en Lost and Delirious. Hij acteert ook in de 'Twilight Saga'. Hij vertolkt in New Moon de rol van Harry Clearwater.
Greene speelde een gastrol in de HBO-televisieserie The Last of Us als Marlon. Ook speelde Greene de rol van Skully in de Marvel Studios Disney+-televisieserie Echo.
- Bibsys: 4030854
- Biblioteca Nacional de España: XX1296560
- Bibliothèque nationale de France: cb14026841c (data)
- Catàleg d'autoritats de noms i títols de Catalunya: 981058517518306706
- Gemeinsame Normdatei: 123799457
- International Standard Name Identifier: 0000 0001 1450 5198
- Library of Congress Control Number: no96024766
- Nationale Bibliotheek van Tsjechië: xx0025148
- Nationale bibliotheek van Australië: 42578057
- Nationale Bibliotheek van Israël: 987007391557905171
- Nationale Bibliotheek van Polen: a0000001714221
- Nederlandse Thesaurus van Auteursnamen: 33179490X
- Istituto Centrale per il Catalogo Unico: RAVV228574
- SNAC: w6v14c3b
- Système universitaire de documentation: 076931587
- Trove: 1458199
- Virtual International Authority File: 85457542
- WorldCat: E39PBJyRCj66hKFKRc6XGwFBT3